# Pontus Frisk
Jon Pontus Frisk, född 27 augusti 1979 i Hede i Härjedalen,, är en svensk musikproducent, låtskrivare och musiker. 
Pontus Frisk har producerat och skrivit låtar till bland andra Joakim Lundell, Eskobar, Norma Bates, Andreas Johnson, Staffan Hellstrand, Martin Svensson, Dilba, Magnus Uggla, Stephen Simmonds, Captain Murphy, Ana, Brolle, Tommy Nilsson, Doug Seegers, Lisa Ajax, Markoolio, Roger Pontare, Corroded, Eva Eastwood, Samir Badran och många fler. Han jobbar på Ninetone Records